# Politotdel (Adigueya)
Politotdel (en ruso: Политотдел) es un jútor del raión de Koshejabl en Adigueya, en Rusia. Está situado 14 km al noroeste de Koshejabl y 43 km al nordeste de Maikop, la capital de la república. Tenía 245 habitantes en 2010
Pertenece al municipio  Dmítriyevskoye.